# Voivodato di Varsavia
Il voivodato di Varsavia (in polacco: województwo warszawskie) fu un'unità di divisione amministrativa e governo locale della Polonia che esistette a più riprese nell'ambito della storia polacca del XX secolo.

## 1921 - 1939
Il voivodato di Varsavia fu istituito per la prima volta nel 1921 con le finalità sopra riportate. Fu soppresso nel 1939 in conseguenza dell'invasione nazista della Polonia.

Capitale: Varsavia

### Principali città
- Ciechanów,
- Grójec,
- Łowicz,
- Mława,
- Płock,
- Pruszków,
- Pułtusk,
- Rembertów,
- Włocławek,
- Żyrardów.

## 1945 - 1975
Il  voivodato di Varsavia fu reistituito nel 1945, dopo la seconda guerra mondiale, e fu smembrato nel 1975 in diversi voivodati: voivodato di Varsavia (ridotto), voivodato di Płock, voivodato di Ciechanów, voivodato di Ostrołęka, voivodato di Siedlce, voivodato di Radom e voivodato di Skierniewice.
La capitale era sempre Varsavia.

## 1975 - 1998
Il  voivodato di Varsavia, ridotto rispetto a quello degli anni 1945-1975 fu istituito nel 1975 e nel 1998 fu soppiantato dal voivodato della Masovia.
La città capitale era Varsavia.

### Principali città (popolazione nel 1995)
- Varsavia (1.638.300);
- Pruszków (53.000);
- Legionowo (50.600);
- Otwock (44.000);
- Wołomin (36.500);
- Nowy Dwór Mazowiecki (27.200);
- Piaseczno (25.200);
- Grodzisk Mazowiecki (24.900);
- Piastów (23.700).